# Achaetogeron
Achaetogeron là một chi thực vật có hoa trong họ Cúc (Asteraceae).

## Loài
Chi Achaetogeron gồm các loài: